# 하남시 (선거구)
하남시는 대한민국의 폐지된 국회의원 선거구이다. 경기도 하남시의 전 지역을 관할한다. 현직 국회의원은 더불어민주당 최종윤(초선, 2020년~)이다.

## 역사
제16대 국회의원 선거를 앞두고 하남시·광주군 선거구에서 분리되며 신설되었다.
제22대 국회의원 선거를 앞두고 하남시 선거구가 갑, 을로 분구되면서 폐지되었다.

## 관할 구역
- 하남시 전역

## 역대 국회의원
| 선거   | 정당 | 정당         | 의원   |
| ------ | ---- | ------------ | ------ |
| 2000년 |      | 한나라당     | 유성근 |
| 2002년 |      | 한나라당     | 김황식 |
| 2004년 |      | 열린우리당   | 문학진 |
| 2008년 |      | 통합민주당   | 문학진 |
| 2012년 |      | 새누리당     | 이현재 |
| 2016년 |      | 새누리당     | 이현재 |
| 2020년 |      | 더불어민주당 | 최종윤 |

## 역대 선거 결과

### 대한민국 제16대 국회의원 선거
|  | 40.14% |

|  | 34.92% |

|  | 24.93% |

### 2002년 대한민국 재보궐선거
|  | 44.3% |

|  | 35.3% |

|  | 13.8% |

|  | 6.6% |

### 대한민국 제17대 국회의원 선거
|  | 42.65% |

|  | 33.50% |

|  | 14.05% |

|  | 6.88% |

|  | 2.23% |

|  | 0.67% |

### 대한민국 제18대 국회의원 선거
|  | 46.19% |

|  | 38.67% |

|  | 8.34% |

|  | 5.59% |

|  | 1.19% |

### 대한민국 제19대 국회의원 선거
|  | 52.80% |

|  | 42.25% |

|  | 4.93% |

### 대한민국 제20대 국회의원 선거
|  | 50.55% |

|  | 34.56% |

|  | 14.88% |

### 대한민국 제21대 국회의원 선거
|  | 50.77% |

|  | 33.24% |

|  | 15.46% |

|  | 0.51% |

## 같이 보기
- 경기도의 선거구
- 하남시
- 하남시의 국회의원